# Dauniens
Les Dauniens (en latin classique : Daunǐi, - ōrum) étaient un peuple antique d'Apulie (Apũlǐa, - ae), l'actuelle région des  Pouilles, en Italie.

## Étymologie
Le nom des Dauniens est à mettre en rapport avec un des noms indo-européens du loup (ou peut-être du chacal), en tout cas un carnassier, attesté à travers le phrygien dáos (« loup »), selon Hésychius, ou le grec θώς (« chacal »). Le nom de leur éponyme Daunos (*dhaunos) paraît être l'équivalent de celui du dieu latin Faunus, un dieu-loup, appelé aussi Lupercus et fêté aux Lupercalia.

## Histoire

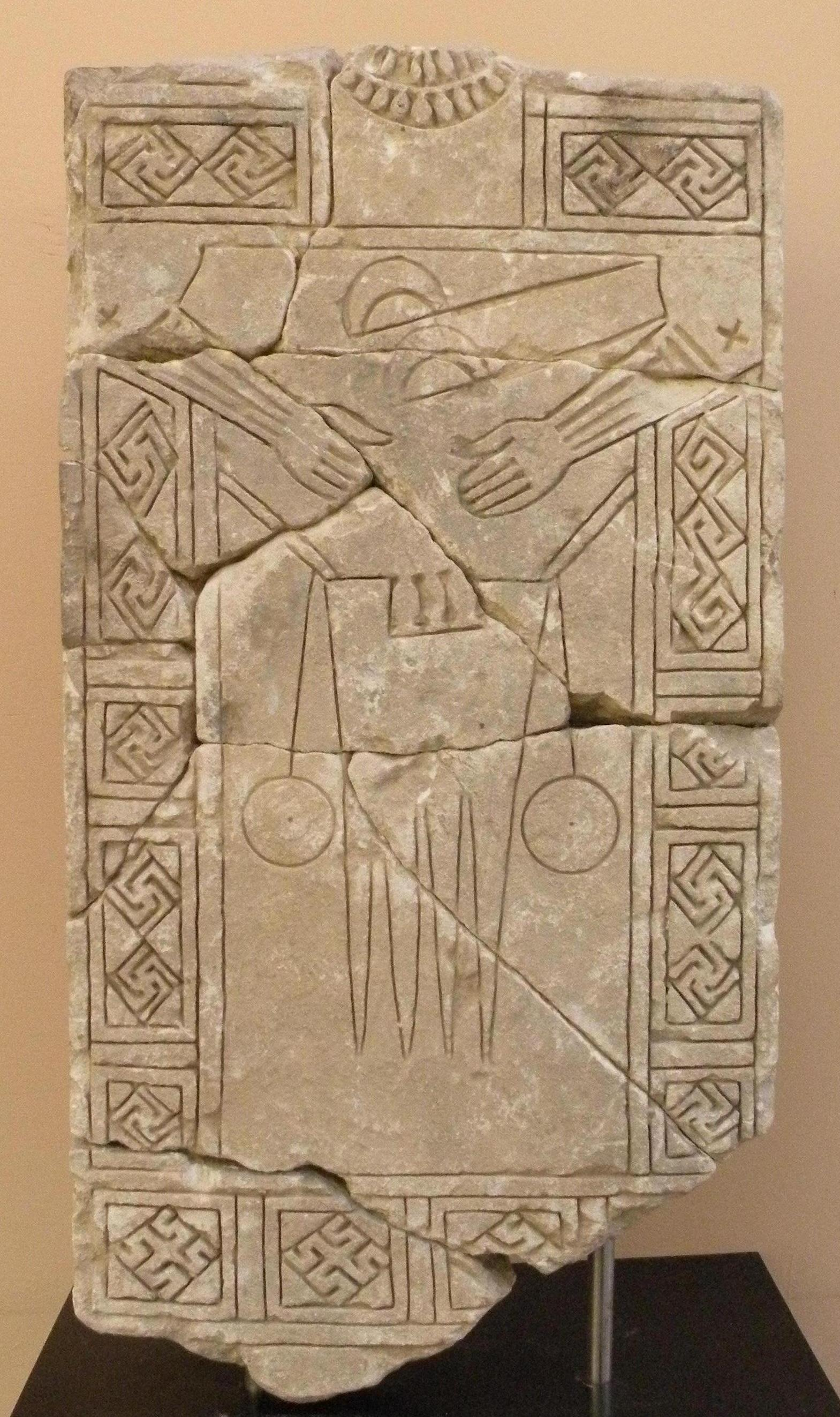
Stèle daunienne (Musée royal de Mariemont, Belgique).

Les sources antiques (Hérodote, Thucydide, Polybe, Varron, Pline l'Ancien, Nicandre et Festus) témoignent du fait que les Iapyges, Illyriens venus de la rive orientale de l'Adriatique pour s'installer en Apulie, étaient divisés en trois groupes, les Dauniens, les Peucètes et les Messapes. Les Dauniens étaient installés le plus au nord, dans la partie septentrionale des Pouilles.
Les Dauniens avaient pour coutume d'enterrer leurs morts en position accroupie, couchés sur le côté, jusqu'à l'époque de la romanisation vers le début du IIIe siècle av. J.-C.
Les principaux centres des Dauniens étaient Canusium (Canosa di Puglia), Teanum Apulum (à San Paolo di Civitate), Siponto, Ausculum (Ascoli Satriano), Ripalta (près de Cerignola), Melfi, Venosa, Lavello, Salapia (en partie dans la campagne de Cerignola et Manfredonia), Aecae (près de Troia), Vibinum (Bovino), Castelluccio dei Sauri, Herdonia (Ordona) et Lucera.
Différents témoignages d'auteurs antiques font penser que les Dauniens se sont peut-être étendus hors des limites de la Daunie. Selon le Pseudo-Scylax, ils auraient occupé à une époque non identifiée (mais antérieure à l'arrivée des Samnites dans cette zone) un territoire allant de la mer Tyrrhénienne à la mer Adriatique. D'autres textes rapportent la présence de Dauniens en Campanie. Un passage de Lycophron va aussi dans ce sens en situant des Dauniens dans le Latium. Ces témoignages ont été en général rejetés par les historiens modernes, mais Dominique Briquel montre qu'il faut sans doute les prendre au sérieux.

## Interprétation
Dominique Briquel essaie de montrer que les Dauniens, présents en Daunie mais plus largement jusqu'en Campanie et au Latium, appartenaient en fait à la deuxième vague de peuplement indo-européen de l'Italie, celle des Osco-ombriens, succédant dans cette région aux Ausones qui faisaient partie de la première vague (Protolatins). Il s'appuie pour ce faire sur le culte de Diomède, très présent chez les Dauniens comme chez les Ombriens, sur l'existence très probable chez eux du ver sacrum, pratique bien attestée chez les peuples sabelliens, et sur des correspondances toponymiques. C'est dans une étape ultérieure que ces Dauniens sabelliens auraient été partiellement « recouverts par de nouvelles infiltrations en provenance de l'autre côté de l'Adriatique, qui se sont traduites par la formation de la langue dite messapienne, parlée possiblement jusqu'en Daunie où on a trouvé quelques inscriptions de l'époque historique. ». Il n'est toutefois pas certain que les Dauniens avaient comme langue maternelle le messapien, leur langue pourrait plutôt être apparentée au latin qu'ils auraient pu avoir importé jusqu'au Latium. L'Apulie étant par ailleurs distincte culturellement de la Messapie (aujourd'hui Salento) située au sud des Pouilles.

## Notes et références

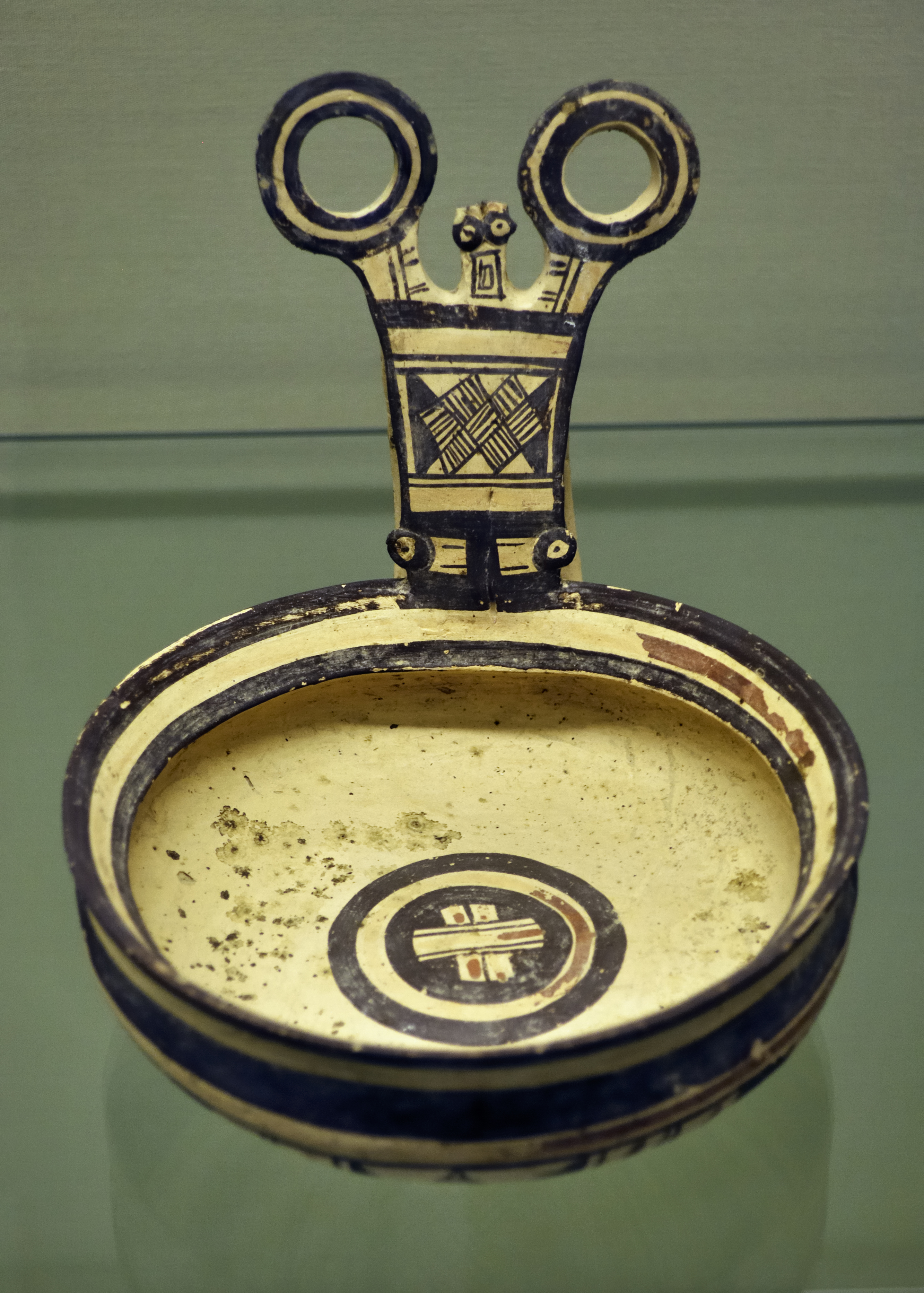
Kyathos subgéométrique daunien, 550-440 av. J.-C.